# Писан камък (Елеза)
Писания камък е монолитна андезитна скала, маркирана с петроглифи, разположена в непосредствена близост до връх Елеза (Северозападни Родопи), между селата Буково и Воден (Община Първомай, Област Пловдив).

## Описание и особености
Петроглифите, изсечени върху скалната повърхност, са шест на брой и са с височина 0.35 – 0.50 m. Обектът е популяризиран от Сребрин Сребрев, който чува за надписа от Паун Ташев, който е вече и своеобразен „пазител на камъка“. Представители на местното население на Буково и Воден свидетелстват, че „писаният камък“ се помни от незапомнени времена. Самият Ташев посещава обекта за пръв път на осемнадесет годишна възраст, а мястото му е посочено от двама по-възрастни жители на Буково. Местните хора, не разбират значението на символите и предполагат че става въпрос за някакъв надпис, който припознават като важен, ето защо те пазят надписа.

## Интерпретации
На 20 октомври 2015 г. в предаването на bTV „Преди обед“ е излъчен репортаж за Писан камък. Проф. Диана Гергова е поканена като гост в студиото, за да коментира темата и изследванията на алтернативните изследователи Йордан Стайков, Сребрин Сребрев и Мартин Константинов. Проф. Гергова коментира откритието в контекста на казуса за липсата на системно изследване на писмените паметници особено на територията на Родопите, датиращи от дълбока древност. Тя изказва предположението, че надписът, който по нейните думи е отдавна известен на българската археологическа наука, не е интерпретиран от колегите ѝ, защото липсва информация, която да позволи научна интерпретация. Гергова, също така коментира, че липсата на средства за изследване на подобни паметници е голям проблем за българските изследователи.
Авторката на репортажа за „Писан камък“ Ирена Григорова заявява, че т.нар. надпис е докладван няколко пъти, но научният екип, работещ на близкия археологически обект на връх Драгойна, се отказва да изследва обекта, защото получава сведение от неназован експерт, който изказал мнението, че надписът е изсечен в средата на 1990-те години от почитатели на компютърната игра The Neverhood, където присъствал въпросният надпис. Все пак научният екип осъществява заснемане на надписа от „Писан камък“.